# Гагарин Натанијел
Гагарин Натанијел Јус (инд. Gagarin Nathaniel Yus; Џакарта, 28. децембар 1995) индонежански је пливач чија ужа специјалност су спринтерске трке прсним стилом. 

## Спортска каријера
Први запаженији резултат у каријери на великим такмичењима је постигао у родној Џакарти 2018, на Азијским играма где је пливао за индонежанску штафету на 4×100 мешовито која је у финалу заузела високо шесто место. 
На светским првенствима је дебитовао у корејском Квангџуу 2019. где је пливао у квалификацијама трке на 50 прсно које је окончао на укупно 48. месту